# Tavares (Florida)
Tavares város az Amerikai Egyesült Államok Florida államában, Lake megyében, melynek megyeszékhelye is. Lakosainak száma 19 003 fő (2020. április 1.).

## Népesség
A település népességének változása:

| 2010 | 13 951 |
| 2020 | 19 003 |